# Veronika Korsoenova
Veronika Aleksandrovna Korsoenova (Russisch: Вероника Александровна Корсунова) (Taganrog, 20 april 1992) is een Russische freestyleskiester, gespecialiseerd op het onderdeel aerials. Ze vertegenwoordigde haar vaderland op de Olympische Winterspelen 2014 in Sotsji.

## Carrière
Bij haar wereldbekerdebuut, in januari 2012 in Mont Gabriel, eindigde Korsoenova op de tiende plaats. Op de wereldkampioenschappen freestyleskiën 2013 in Voss veroverde de Russin de zilveren medaille op het onderdeel aerials. Tijdens de Olympische Winterspelen van 2014 eindigde ze als elfde op het onderdeel aerials.
In Kreischberg nam Korsoenova deel aan de wereldkampioenschappen freestyleskiën 2015. Op dit toernooi eindigde ze als twaalfde op het onderdeel aerials.

## Resultaten

### Olympische Spelen
| Jaar | Plaats | Resultaten  |
| ---- | ------ | ----------- |
| 2014 | Sotsji | 11e Aerials |

### Wereldkampioenschappen
| Jaar | Plaats      | Resultaten  |
| ---- | ----------- | ----------- |
| 2013 | Voss        | Aerials     |
| 2015 | Kreischberg | 12e Aerials |

### Wereldbeker
Eindklasseringen
| Seizoen   | Algm | AE  |
| --------- | ---- | --- |
| 2011/2012 | 59e  | 16e |
| 2012/2013 | 82e  | 17e |
| 2013/2014 | 78e  | 16e |
| 2014/2015 | 15e  | 4e  |
| 2016/2017 | 122e | 26e |
| 2017/2018 | 72e  | 15e |